# Чемпионат мира по бобслею 1967
25-й чемпионат мира по бобслею и скелетону прошёл в 1967 году в городе Альп-д'Юэз. На этом чемпионате состязание в четвёрках было отменено из-за высокой температуры, которая вызвала таяние льда на трассе.

## Соревнование двоек
| Золото                                          | Серебро                                                 | Бронза                                      |
| Эрвин Талер, Райнхольд Дурнталер (1:55,54 мин.) | Невио де Цордо, Эдуардо де Мартин Пинтер (1:56,55 мин.) | Говард Клифтон, Джеймс Кралл (1:57,14 мин.) |

## Медальный зачёт
| Место | Страна  | Золото | Серебро | Бронза | Всего |
| ----- | ------- | ------ | ------- | ------ | ----- |
| 1     | Австрия | 1      | 0       | 0      | 1     |
| 2     | Италия  | 0      | 1       | 0      | 1     |
| 3     | США     | 0      | 0       | 1      | 1     |